# Cristina López Barrio
Cristina López Barrio (Madrid, 12 de maio de 1970) é uma escritora e advogada espnhola.
Estudou Direito na Universidade Complutense de Madrid, especializando-se em propriedade intelectual na Universidade Pontifícia Comillas em 2006 e 2007. Em 2000, seguiu um curso de escrita criativa de Clara Obligado.

## Obra
- Niebla en Tánger, 2017
- Tierra de brumas, 2015
- El cielo en un infierno cabe, 2013
- El reloj del mundo, 2012
- La casa de los amores imposibles, 2010
- El hombre que se mareaba con la rotación de la Tierra, 2009

## Prêmios
- Premio Villa Pozuelo de Alarcón, 2009
- Premio a la escritora revelación, 2010
- Finalista Premio Planeta, 2017